# Byron Pope
Pour les articles homonymes, voir Pope (homonymie).
Byron Pope, né le 18 novembre 1989, est un coureur cycliste bélizien.

## Biographie
En janvier 2017, il est contrôlé positif lors de la KREM New Year's Day Cycling Classic, une course nationale,. Plusieurs substances interdites comme la testostérone ont été décelées dans son urine. Bien que clamant son innocence, il est suspendu deux ans.

## Palmarès et résultats

### Palmarès par année
- 2006
  - 3e du championnat du Belize sur route juniors
- 2008
  - 3e du championnat du Belize sur route
- 2009
  -  Champion du Belize du contre-la-montre espoirs
- 2010
  -  Champion du Belize du contre-la-montre
  - 2e du championnat du Belize sur route espoirs
- 2011
  -  Champion du Belize sur route
  -  Champion du Belize sur route espoirs
  -  Champion du Belize du contre-la-montre
  -  Champion du Belize sur route espoirs
- 2012
  -  Champion du Belize du contre-la-montre
  - Valentine's Day Classic
  - Casa 42 Mile Race
  - 2e de la KREM New Year's Day Cycling Classic
- 2013
  -  Champion du Belize sur route
  - Leroy Cassasola Race
  - Casa 42 Mile Race
  - Pablo Marin Labor Day Classic
  - By-Pass Criterium
  - 2e du championnat du Belize du contre-la-montre
- 2014
  - KREM New Year's Day Cycling Classic
- 2015
  - 3e étape de la Valentine's Day Classic
  - 3e du championnat du Belize du contre-la-montre
- 2016
  - 2e étape de la Valentine's Day Classic
- 2019
  - 3e du championnat du Belize du contre-la-montre
- 2022
  - 3e de la Holy Saturday Cross Country Cycling Classic
- 2023
  - Belmopan Cycling Classic

### Classements mondiaux
| Année            | 2010 | 2011 | 2012 | 2013 | 2014 | 2015 |
| ---------------- | ---- | ---- | ---- | ---- | ---- | ---- |
| UCI America Tour | 140e | 44e  |      | 49e  |      | 374e |